# Saison 3 de Heartstopper
Chronologie
Saison 2
Cet article présente le guide des épisodes de la troisième saison de la série télévisée anglaise Heartstopper adapté du roman graphique Heartstopper d'Alice Oseman.

## Synopsis
Dans cette troisième saison, nous suivons la vie de Charlie. Ses amours, ses ennuis, sa maladie. Il décide au grand jour de s'affirmer. Une année pleine de rebondissements.

## Généralités
- Le 20 mai 2022, la troisième saison est annoncée en même temps que la deuxième par Netflix[1].
- Le 27 août 2024, tous les titres des épisodes sont dévoilés[2] puis le 3 septembre 2024 les titres en français[3].
- Une quatrième saison n'est pas exclue, elle se réalisera selon l'impact qu'aura la troisième saison. Selon Alice Oseman, afin de terminer les livres il faut quatre saisons de série télévisée.

## Distribution

### Acteurs principaux
- Kit Connor (VF : Gabriel Bismuth-Bienaimé) : Nicholas « Nick » Nelson
- Joe Locke (VF : Tom Trouffier) : Charlie Spring
- William Gao (VF : Thomas Sagols) : Tao Xu
- Yasmin Finney (VF : Jessica Monceau) : Elle Argent
- Corinna Brown (VF : Melissa Berard) : Tara Jones
- Kizzy Edgell (VF : Laure Filiu) : Darcy Olsson
- Tobie Donovan (VF : Benoît Cauden) : Isaac Henderson
- Jenny Walser (VF : Elsa Bougerie) : Victoria « Tori » Spring
- Rhea Norwood (VF : Marie Facundo) : Imogen Heaney
- Fisayo Akinade (VF : Baptiste Marc) : M. Ajayi
- Chetna Pandya (en) : la coach Singh
- Leila Khan : Sahar Zahid
- Nima Taleghani : M. Farouk

### Acteurs récurrents
- Stephen Fry (VF : Mathieu Buscatto) : la voix du directeur Barnes
- Araloyin Oshunremi (VF : Florent Pochet) : Otis Smith
- Evan Ovenell (VF : Baptiste Mège) : Christian McBride
- Ashwin Viswanath (VF : Rémi Gutton) : Sai Verma
- Georgina Rich (en) : Jane Spring, la mère de Charlie et Tori
- Joseph Balderrama : Julio Spring, le père de Charlie et Tori
- Alan Turkington (VF : Christian Gonon) : M. Lange
- Momo Yeung (en) (VF : Elisa Bourreau) : Yan Xu, la mère de Tao
- Bel Priestley : Naomi, amie d'Elle
- Ash Self (VF : Adeline Clément) : Felix, ami d'Elle
- Hayley Atwell : Diane, tante de Nick et David
- Eddie Marsan : Geoff, thérapeute de Charlie
- Annette Badland : Ivy Olsson, grand-mère de Darcy
- Darragh Hand : Michael Holde, ami de Tori

### Invités
- Cormac Hyde-Corrin (VF : Oscar Douieb) : Harry Greene
- Bradley Riches : James McEwan, étudiant de Truham, ami de Isaac
- Jonathan Bailey (VF : Anatole de Bodinat) : Jack Maddox